# Kirby Buckets
Kirby Buckets é uma série de televisão estadunidense original do Disney XD, que mistura live-action com animação, que estreou nos Estados Unidos em 20 de outubro de 2014. No Brasil, a série teve uma prévia no dia 17 de janeiro de 2015, com a estreia oficial acontecendo em 24 de janeiro de 2015, no Disney XD. É destinado a crianças de 6-11 anos de idade e é estrelado por Jacob Bertrand. A série é sobre Kirby Buckets (Jacob Bertrand), que sonha em se tornar um animador famoso como o seu ídolo Mac MacCallister. Kirby vê os seus desenhos tomar forma como ele imaginava e com os seus melhores amigos, Fish e Eli, ele vive aventuras ultrajantes e imprevisíveis.
No dia 13 de janeiro de 2015, a série foi renovada para uma segunda temporada com o início da produção acontecendo em março de 2015.
No dia 4 de março de 2016, a série foi renovada para uma terceira temporada, no mesmo dia em que também foi anunciada a renovação da terceira temporada da série Star vs. As Forças do Mal.
Em Portugal, a série nunca foi exibida na televisão, mas estreou na sua totalidade no dia 15 de setembro de 2020, no Disney+ com opções de áudio português do brasil e inglês com legendas.

## Elenco

### Principal
- Jacob Bertrand como Kirby Buckets, o principal protagonista e irmão mais novo de Dawn.
- Mekai Curtis como Fish, um dos melhores amigos de Kirby.
- Tiffany Espensen como Belinda, a melhor amiga de Dawn.
- Olivia Stuck como Dawn Buckets, a antagonista principal e irmã mais velha de Kirby.
- Cade Sutton como Eli, um dos melhores amigos de Kirby.

### Recorrente
- Dean Julian como Macho Taco, um desenho de Kirby e o antagonista secundário.
- Suzi Barrett como a mãe de Kirby.
- Michael Naughton como o pai de Kirby.

## Dublagem
| Personagem   | Dublador          |
| Principais   | Principais        |
| ------------ | ----------------- |
| Kirby        | Lipe Volpato      |
| Fish         | Pedro Volpato     |
| Eli          | Renato Cavalcanti |
| Dawn         | Flora Paulita     |
| Belinda      | Rebeca Zadra      |
| Recorrentes  |                   |
| Mãe de Kirby | Júlia Ribas       |
| Pai de Kirby | Paulo Ávila       |

|                      | Brasil           |
| -------------------- | ---------------- |
| Direção de Dublagem  | Fábio Lucindo    |
| Tradução             | Renata Costa     |
| Dublado nos Estúdios | TV Group Digital |

## Desenvolvimento e produção
Disney XD desenvolveu e testou a série Kirby Buckets em 2012 com os produtores Gabe Snyder e Mike Alber, David Bowers e Kristofor Brown. Kirby Buckets começou a ser confirmada em fevereiro de 2014. A produção ocorreu no Verão de 2014.

## Episódios
Em Portugal a série nunca foi exibida na televisão, mas estreou completa no dia 15 de setembro de 2020, no serviço de streaming, Disney+ com opções de áudio português do brasil e inglês com legendas.
| Temporada | Temporada | Episódios | Exibição original     | Exibição original      | Exibição no Brasil    | Exibição no Brasil     | No Disney+ Portugal    |
| Temporada | Temporada | Episódios | Estreia de temporada  | Final de temporada     | Estreia de temporada  | Final de temporada     | Estreia                |
| --------- | --------- | --------- | --------------------- | ---------------------- | --------------------- | ---------------------- | ---------------------- |
|           | 1         | 21        | 20 de outubro de 2014 | 19 de agosto de 2015   | 24 de janeiro de 2015 | 2 de janeiro de 2016   | 15 de setembro de 2020 |
|           | 2         | 25        | 19 de agosto de 2015  | 29 de agosto de 2016   | 3 de janeiro de 2016  | 30 de novembro de 2016 | 15 de setembro de 2020 |
|           | 3         | 13        | 16 de janeiro de 2017 | 2 de fevereiro de 2017 | 3 de maio de 2017     | TBA                    | 15 de setembro de 2020 |